# Sala Baganza
Sala Baganza település Olaszországban, Emilia-Romagna régióban, Parma megyében. Lakosainak száma 5888 fő (2023. január 1.). Sala Baganza Calestano, Collecchio, Felino, Fornovo di Taro, Parma és Terenzo községekkel határos.

## Népesség
A település lakossága az elmúlt években az alábbi módon változott:
| Lakosok száma | 5592 | 5622 | 5888 |
|               | 2017 | 2018 | 2023 |